# Madagaskar-haakneusslangen
Madagaskar-haakneusslangen (Leioheterodon) zijn een geslacht van slangen uit de familie Lamprophiidae.

## Naam en indeling
Er zijn drie soorten, de wetenschappelijke naam van de groep werd voor het eerst voorgesteld door George Albert Boulenger in 1893. De geslachtsnaam werd tot 1994 gespeld als Lioheterodon, waardoor in oudere literatuur de verouderde naam wordt gebruikt.

## Uiterlijke kenmerken
De slangen zijn onmiddellijk te herkennen aan de sterk gekielde rostraalschub (de schub aan de snuitpunt), die uniek is voor de groep. De slangen bereiken een lichaamslengte tot 150 centimeter, het lichaam is erg stevig gebouwd in vergelijking met andere slangen die op Madagaskar voorkomen. De kop is duidelijk te onderscheiden van het lichaam door de aanwezigheid van een duidelijke insnoering. De ogen zijn relatief groot en hebben een ronde pupil.

## Levenswijze
De slangen zijn overdag actief en leven op de bodem. De vrouwtjes zetten eieren af.

## Verspreiding en habitat
Madagaskar-haakneusslangen komen voor in delen van Afrika en leven endemisch op Madagaskar. De Madagaskar-haakneusslang komt daarnaast ook voor voor op de eilandjes Madagaskar, Nosy Be, Nosy Sakatia en Nosy Komba en is geïntroduceerd op de Comoren. De habitat bestaat uit droge tropische en subtropische bossen, tropische en subtropische laaglandbossen, graslanden, scrublands en savannen. Ook in door de mens aangepaste streken zoals weilanden, landelijke tuinen, plantages en aangetaste bossen kunnen de dieren worden aangetroffen.

## Beschermingsstatus
Madagaskar-haakneusslangen komen zeer algemeen voor op Madagaskar. Door de internationale natuurbeschermingsorganisatie IUCN is aan alle soorten een beschermingsstatus toegewezen. De slangen worden beschouwd als 'veilig' (Least Concern of LC).

## Soorten
Het geslacht omvat de volgende soorten, met de auteur en het verspreidingsgebied.
| Naam                                                      | Auteur                          | Verspreidingsgebied                                                         |
| --------------------------------------------------------- | ------------------------------- | --------------------------------------------------------------------------- |
| Leioheterodon geayi                                       | Mocquard, 1905                  | Madagaskar                                                                  |
| Madagaskar-haakneusslang (Leioheterodon madagascariensis) | Duméril, Bibron & Duméril, 1854 | Madagaskar, Nosy Be, Nosy Sakatia, Nosy Komba, geïntroduceerd op de Comoren |
| Leioheterodon modestus                                    | Günther, 1863                   | Madagaskar                                                                  |